# منتخب المجر لكرة اليد للسيدات
منتخب المجر لكرة اليد للسيدات هو الممثل الرسمي لدولة المجر في رياضة كرة اليد. شارك في بطولة العالم لكرة اليد للسيدات 20 مرة وكانت المشاركة الأولى في سنة 1957، كان أفضل مركز له فيها هو الأول. شارك في كرة اليد في الألعاب الأولمبية الصيفية 6 مرات وكانت المشاركة الأولى له فيها في سنة 1976. شارك في بطولة أوروبا لكرة اليد للسيدات 12 مرة وكانت المشاركة الأولى في سنة 1994، كان أفضل مركز له فيها هو الأول.